# أحمد منيب
أحمد منيب (4 يناير 1926- 27 فبراير 1990)، هو مطرب وملحن مصري نوبي، يُعد من أبرز رواد الفن النوبي، اشتهر كعازف عود منذ بداية الخمسينات، وكانت بداياته عام 1954 مع إنشاء إذاعة وادي النيل والذي قدم فيها عبد الفتاح والي العديد من الأغاني التراثية النوبية، قدم مع الشاعر محيى الدين شريف أغاني نوبية تتكون من قالب الأغنية الحديثة، وكان هذا التعاون وليد الممارسات الاجتماعية لدى أهل النوبة وجزءاً من طقوسها الشفاهية، مجرد أغان تتوارثها الأجيال بتنويعات لحنية ثابتة في الأفراح وحفلات الميلاد وأغنيات العمل.
تتلمذ على يديه العديد من المطربين منهم محمد منير، علاء عبد الخالق، محمد فؤاد وغيرهم، وتوفي عام 1991.

## نشأته وحياته
عرفت النوبة الطنبور، وهو آلة وترية قديمة ذات جذور فرعونية، أما العود وهو أساس القالب الشرقي، فكان مهمة العازف الشاب الذي ابتدع من خلاله وصلة مزجت الخماسي الإيقاعي الإفريقي بالشرقي الطربي، وكان المفتتح لذلك هو الشجن الذي حوّل الخماسي الراقص في نسخته الإفريقية إلى موسيقى حزينة ذات إيقاعات أقرب إلى روح العديد القديم. وانضم الملحن الشاب لفرقة زكريا الحجاوي حيث استمرت جولته معها عامين جابا فيها كافة أنحاء مصر. فاجتمعت له ناصية الثقافة الموسيقية الشرقية وتلوناتها الشعبية إلى ما يكتنزه أصلاً وتختزنه أذنه وذاكرته الموسيقية من موسيقي النوبة.

### بداياته مع ثورة يوليو
وجد الفتى مشروعه مع اهتمام ثورة يوليو بتوطين العلاقة مع السودان وجنوب مصر، فأنشأت الإذاعة المصرية إذاعة وادي النيل لربط خطابها الأيديولوجي بامتداد مصر الجنوبي ممثلا في السودان. لكن أحمد منيب وزميله الشاعر وَجَّهَا رسالة شخصية للرئيس جمال عبد الناصر طالبا فيها بالسماح للموسيقى النوبية بمساحة في الإذاعة المصرية كتأكيد على مصرية نوبيته.و استجاب الرئيس لندائهما وجاء برنامج «من وحي الجنوب» ليسمع المصريين اللغة النوبية بلسان عبد الفتاح والي وألحان العازف الشاب أحمد منيب.
و هكذا نجح منيب في إنطاق الإذاعة بلغة النوبة كأولى خطوات الانتشار للغة وموسيقى النوبة لكن مع الأسف كان حصار الذوق السمعي عبر غناء الأساطير (الموسيقار محمد عبد الوهاب وأم كلثوم وبعدهما عبد الحليم حافظ) سببا في تأجيل مشروعه الكبير، الذي ظل حبيس حفلات الأفراح النوبية في القاهرة والإسكندرية. لقد نجح نجاحاً إكسسوارياً كالاعتراف بأطراف الصورة دون الوصول إلى المركز.

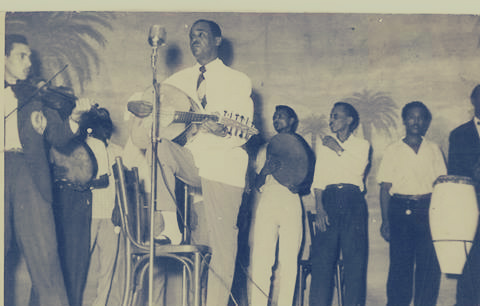
صورة لأحمد منيب في فترة السبعينيات

### بداية سطوع نجمه
شهدت نهاية السبعينيات غياب كبير لكل أساطير المرحلة ليقدم مشروعه، فقد غيب الموت عبد الحليم حافظ وأم كلثوم وتراجع الموسيقار محمد عبد الوهاب للتلحين منذ منتصف السبعينيات، ليظهر أحمد عدوية بموسيقى الحارة الشعبية المصرية خارج الأطر الرسمية مع زمن الانفتاح الاقتصادي، تتوافق مع مزاج عام لطبقة وسطى خرجت بمزاجها السمعي من مشهد انتظار حفلة أم كلثوم إلى انفتاح اقتصادي ومزاج مجتمعي كرسته ثورة الكاسيت التي أعطت الحق للجماهير في اختيار سلعها بعيداً عن التعلق بالإذاعة.
التقى أحمد منيب مع الشاعر عبد الرحيم منصور ذي التجارب الناجحة مع عفاف راضي ابنة السبعينيات المدهشة، ليشتمل اللحن الحزين بالكلمة الثرية المهمومة القادمة من عمق الصعيد المجهول لأهل القاهرة خصوصا وللمصريين غير النوبيين عموما، فيما عدا مؤسسية عبد الرحمن الأبنودي التي شاغبت أحلام مطرب الثورة (عبد الحليم حافظ) وزعيمها الخالد (جمال عبد الناصر).كان للحن والكلمة أن يختارا صوتهما الخاص، فكان محمد منير عام 1978 منجز هذه الترويكا المغامرة والغامضة، وأخضع الموزعان هاني شنودة ويحيي خليل تلك الثورة العِرْقِيَّة الموسيقية والغنائية للمسات غنية بالتوزيع الحديث.
هاني شنودة صاحب تجربة غناء فرقة المصريين وثورة آلة الأورج الكهربائي، ويحيي خليل ملك جاز السبعينيات الإيقاعي ذو الثقافة العالمية، لتبدأ مسيرة النجم محمد منير ومن حوله جيل الثمانينيات.

## ألحانه وأغنياته
خمسة وثمانون لحناً غنى منها أحمد منيب واحد وخمسين لحناً ضمّنها ألبوماته السبعة:
- مشتاقين
- يا عشرة
- كان وكان
- بلاد الدهب
- راح أغني
- قسمة ونصيب
- حدوتة مصرية

غلاف ألبوم يا عشرة

كما لحن 45 أغنية لمحمد منير وحده في أول عشرة ألبومات، وهناك أغانٍ من ألحانه أيضاً لمطربين مثل المطرب الليبى الأصل حميد الشاعري والمطربين المصريين علاء عبد الخالق وعمرو دياب وإيهاب توفيق ومحمد فؤاد وفارس وحسن عبد المجيد وحنان ومنى عبد الغنى وهشام عباس.
هذا ومن كاتبي كلمات نجوم تلك المرحلة فطاحل وعمالقة مثل: فؤاد حداد، صلاح جاهين، عبد الرحيم منصور، مجدي نجيب، عصام عبد الله، أحمد فؤاد نجم، سيد حجاب، جمال بخيت وغيرهم.
لكن تجربته مع محمد منير تبقى الأكثر جذرية لأنه لا يمكن احتساب تجربة منير دون أبيه الروحي، الذي قدم معه أجمل أغنيات تلك الفترة مثل:

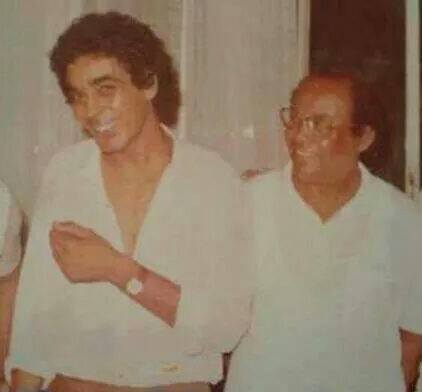
محمد منير مع أحمد منيب

| - أم الضفاير - اتكلمي - افتح قلبك - الرزق على الله - الليلة يا سمرا - شجر الليمون - بعتب عليكي - حدوتة مصرية - حواديت - نجيب سؤال | - سحر المغنى - سهيرة ليالي - سيلي - شبابيك - ع المدينة - عروسة النيل - عقد الفل والياسمين - في دايرة الرحلة - في عنيكى غربة | - قمر صيفي - قل للغريب - هون يا ليل - يا إسكندرية - يا أماه - منصور يا صبية - يا غربتي - يا مراكبي - نا نا |

## ثلاثي الثمانينات
استطاع ثلاثي تلك التجربة (أحمد منيب، عبد الرحيم منصور، محمد منير) أن يُدخِلوا ولأول مرة الثقافة النوبية إلى كل بيت وأسرة مصرية حيث انتزع اعترافاً متأخراً بثقافة عانت قروناً من التغييب والتعالي الرسمي.
وكان ألبوم محمد منير الشتوي، عاماً بعد عام، ومنذ بداية الثمانينينات هو موعد أبناء جيل واحد للتغني بأحزان وغربة المدينة، جيل لم يعش يوما في النوبة وإن توحد، وهو غير النوبي مع اغتراب أهلها في القاهرة.

## وفاته
توفي أحمد منيب في فبراير عام 1990 عن عمر يناهز خمسة وستين عاماً.

## فريق منيب باند
في عام 2010 أسس خالد أحمد منيب ابن المطرب الراحل فرقة «منيب باند» لتقديم تجاربهم الغنائية في الغناء النوبي وأعمال والده الرحل أحمد منيب.

## وصلات خارجية
- أحمد منيب على موقع ميوزك برينز (الإنجليزية)
- جلسه فنيه نادرة بين أحمد منيب و محمد منير على يوتيوب